# Nvidia G-Sync
G-Sync是由Nvidia开发於2013年10月23日發表的一种专有的自适应同步技术，主要用于消除畫面撕裂以及对Vsync等软件替代品的需求。G-Sync技术允许视频显示器适应输出设备（显卡/集成显卡）的帧速率来消除画面撕裂，改变了原本的由输出设备适应显示器。在传统方式上，帧在设备输出的过程中可能被刷新，导致画面撕裂，或者一次显示两个或更多个帧。 配备G-Sync技术的设备必须包含Nvidia销售的专有G-Sync模块。AMD已发布类似的名为FreeSync的显示器技术，该技术具有与G-Sync同等的功能，且免版税。
NVIDIA构建了一种特殊的防碰撞功能，以避免在屏幕上绘制时出现新帧（可能导致滞后和/或撕裂），在发生时，模块会预期到刷新并等待下一帧完成。 在非固定刷新场景且解决方案预测下次刷新时间的情况下，过驱动像素会变得棘手，因此必须针对每个面板实施和调整过驱动值以避免重影。 

## 硬件
模块包含所有功能组件。其基于Altera Arria V GX系列FPGA，具有156K逻辑单元，396个DSP模块，67个LVDS通道。采用TSMC 28LP工艺生产，配备三个DDR3L DRAM芯片来获得一定的带宽，总容量768MB。采用的FPGA还具有LVDS接口，用于驱动监视器面板。它旨在取代常见的倍线器，可以轻松由显示器制造商集成，显示器制造商只需要处理电源输送电路板以及输入连接。 

## GPU和系统要求
- GPU：G-SYNC功能需要Nvidia GeForce GTX 650 Ti Boost GPU或更高版本。
- 驱动程序：R340.52或更高。
- 操作系统：Windows 7、8、8.1、10 和 11。Linux、FreeBSD或Solaris。 [5]
- 系统要求：GPU必须直接支持DisplayPort 1.2。